# Право на науку і культуру
Наука – це форма інтелектуальної,  творчої діяльності людини, спрямована на одержання нових істинних знань про світ,  суспільство, людину, техніку,  культуру, інформаційні та інші технології,  пізнання закономірностей їх розвитку, а також  на пошук шляхів застосування отриманих наукових здобутків.
Культура  – інтегративна система духовного надбання  людства,  певної людської спільноти (етносу, нації), створюваного та збагачуваного протягом тривалого історичного часу її  становлення, що передається від покоління до покоління, яка включає всі види  мистецтва, культурну спадщину, культурні  та історико-культурні цінності, науку, систему знань, здобутки освіти та виховання, що формують у людей почуття самобутності, повагу до культурного розмаїття і творчості людини.

## Право на науку і культуру в міжнародних правових актах
В Міжнародному пакті про економічні, соціальні та культурні права ( в ст. 15) визначається :  
«1. Держави,  які беруть участь у цьому Пакті,  визнають право  кожної людини на:     а) участь у культурному житті;     b) користування  результатами наукового   прогресу   та  їх  практичне застосування;     с) користування захистом моральних і матеріальних  інтересів,  що виникають  у зв'язку з будь-якими науковими,  літературними чи  художніми працями, автором яких вона є.
2. Заходи,  яких повинні вживати держави-учасниці цього Пакту  для  повного здійснення  цього  права, включають   ті,   які  є  необхідними  для охорони, розвитку і поширення досягнень науки та  культури».
Засоби  захисту культурної спадщини закріплені в Конвенції про охорону всесвітньої культурної і природної спадщини.

## Право на науку і культуру за законодавством України
Згідно Конституції України ( ст. 54):
«Громадянам гарантується свобода літературної, художньої, наукової і технічної творчості, захист інтелектуальної власності, їхніх  авторських прав, моральних і матеріальних інтересів, що виникають у зв'язку з різними видами інтелектуальної діяльності.
Кожний громадянин має право на результати своєї інтелектуальної,  творчої діяльності; ніхто не може використовувати або поширювати їх без його згоди, за винятками, встановленими законом.
Держава сприяє розвиткові науки, встановленню наукових зв'язків України зі світовим співтовариством.
Культурна спадщина охороняється законом.
Держава забезпечує збереження історичних пам'яток та інших об'єктів, що становлять культурну цінність, вживає заходів для повернення в Україну культурних цінностей народу, які знаходяться за її межами».
Реалізація  права на науку та культуру  здійснюється відповідно до приписів, викладених також в законах України: Цивільний кодекс України,  Закон України «Про освіту» (2017), Закон України «Про вищу освіту» (2014), Закон України «Про авторське право і суміжні права» (2022), Закон України «Про наукову і науково-технічну діяльність» (2015), Закон України «Про кінематографію», Закон України «Про охорону культурної спадщини», Закон України «Про фізичну культуру і спорт», Закон України «Про медіа», Закон України «Про  культуру» та в інших нормативчих актах.

##### Право на науку
Гарантуючи право на свободу наукової творчості, законодавство України передбачає систему юридичних форм реалізації    інтелектуальної,  творчої діяльності та захисту права  інтелектуальної власності.
Право інтелектуальної власності – це право особи на результат інтелектуальної, творчої діяльності або на інший об'єкт права інтелектуальної власності, визначений законом; юридична можливість на свій розсуд без шкоди іншим і навколишньому середовищу володіти, користуватись і розпоряджатись своїми особистими майновими та немайновими правами щодо інтелектуальних цінностей.
Право інтелектуальної власності включає особисті немайнові права інтелектуальної власності та (або) майнові права інтелектуальної власності.
Цивільний кодекс України окремо визначає концепт за зміст права інтелектуальної власності.
Див.: Інтелектуальна власність
Правові основи здійснення наукової і науково-технічної діяльності, окрім норм Конституції України та цивільного законодавства,   головним чином визначаються  в Законах України та підзаконних нормативних актах: Законі  України «Про наукову і науково-технічну діяльність» (2015),   Законі України «Про пріоритетні напрями розвитку науки і техніки», у «Порядку присудження та позбавлення наукового ступеня доктора наук», затвердженого Постановою Кабінету Міністрів України від 17 листопада 2021 р. №1197), Порядком присудження ступеня доктора філософії та скасування рішення разової спеціалізованої вченої ради закладу вищої освіти, наукової установи про присудження ступеня доктора філософії та деякими  іншими нормативними актами.
Науковець (учений) є основним суб'єктом наукової і науково-технічної діяльності, який має право:
- обирати види, напрями і засоби наукової і науково-технічної діяльності відповідно до своїх інтересів, творчих можливостей та загальнолюдських цінностей;
- об'єднуватися з іншими вченими в громадські організації, постійні або тимчасові наукові колективи для провадження спільної наукової, науково-технічної та науково-педагогічної діяльності;
- брати участь у конкурсах на проведення наукових досліджень, які фінансуються за рахунок коштів державного бюджету та інших джерел відповідно до законодавства України;
- здобувати визнання авторства на наукові і науково-технічні результати своєї діяльності;
- публікувати результати своїх досліджень або оприлюднювати їх в інший спосіб у порядку, встановленому законодавством України;
- брати участь у конкурсах на заміщення вакантних посад наукових і науково-педагогічних працівників;
- отримувати, передавати та поширювати відкриту науково-технічну інформацію;
- отримувати належні стимулювання та мотивацію до наукової і науково-технічної діяльності, орієнтовані на об'єктивну оцінку реалізації конкретних завдань за кінцевим результатом;
- здобувати державне і громадське визнання шляхом присвоєння йому наукових ступенів, вчених звань, премій, почесних звань за внесок у розвиток науки, технологій, впровадження наукових, науково-технічних результатів у виробництво та за підготовку наукових кадрів.

Держава, за приписами ст. 48  Закону України «Про наукову і науково-технічну діяльність», забезпечує бюджетне фінансування наукової і науково-технічної діяльності у розмірі не менше 1,7 відсотка валового внутрішнього продукту України.

##### Право на культуру
Право на культуру включає як  право на  творчу діяльність у сфері культури та захист авторських прав, так і право  користуватись цивілізаційними здобутками в галузі культури,  право доступу до всіх форм  інформаційної, правової, фізичної, духовної, матеріальної  та   нематеріальної культури,   до творів  мистецтва, культурної спадщини, культурних  та історико-культурних цінностей, здобутків науки,  освіти та виховання.
Гарантії права на культуру мають забезпечувати  доступ до культурної спадщини,  достатній рівень організації і функціонування закладів культури,  створення умов для творчого розвитку особистості,   реальний постійний доступ людини до  наукової, бібліотечної, інформаційної, музейної, мистецької, літературної, музичної, театральної,  архітектурної, образотворчої, декоративно-ужиткової, архівної   й освітньої  системи, створення гарантій збереження і використання історичних та культурних  цінностей.
Реалізація людиною права на доступ до культурних цінностей та потреб культурного розвитку здійснюється відповідно до Конституції України, Закону України «Про  культуру», та інших  законів і нормативно-правових актів, що регламентують діяльність у сфері культури.
Громадяни мають право на:
- свободу творчості;
- вільний вибір виду діяльності у сфері культури, засобів і сфер застосування творчих здібностей, самостійне розпорядження своїм твором;
- провадження творчої діяльності самостійно або з використанням будь-яких форм посередництва; створення закладів культури недержавної форми власності різних напрямів діяльності та організаційно-правових форм;
- об'єднання у творчі спілки, національно-культурні товариства, центри, фонди, асоціації, інші громадські організації у сфері культури;
- збереження, розвиток, пропагування культурної, мовної самобутності, традицій, звичаїв та обрядів;
- захист прав інтелектуальної власності, зокрема авторського права і суміжних прав;
- доступ до культурних цінностей, культурної спадщини і культурних благ; здобуття мистецької освіти;
- інші права, встановлені законодавством. (ст. 6 Закону України «Про  культуру» ).

Громадяни України, відповідно до ст. 10 Закону України «Про  культуру», мають право зберігати, розвивати і пропагувати свою культуру, мову, традиції, звичаї та обряди, утворювати національно-культурні товариства, центри, заклади культури та провадити будь-яку іншу діяльність у сфері культури, що не суперечить законодавству. Діти дошкільного віку, учні, студенти, пенсіонери, особи з інвалідністю, інші категорії населення, визначені законом, мають право на відвідування державних та комунальних закладів культури, здобуття мистецької освіти на пільгових умовах, передбачених законодавством.
Організація Об'єднаних Націй з питань освіти, науки і культури (ЮНЕСКО) покликана сприяти «збереженню, прогресу й поширенню знань, піклуючись про охорону спільної культурної спадщини людства. Під егідою цієї організації укладені й набули чинності універсальні акти: Конвенція про охорону всесвітньої культурної і природної спадщини та «Конвенції про міжнародне повернення викрадених чи нелегально вивезених культурних цінностей» 1995 року. Відповідно до даних міжнародно-правових актів в 2020 році в Україні прийнято Закон України «Про охорону культурної спадщини». 
В історичних аспектах рефлексії інститутів захисту культурної та історичної спадщини варто нагадати варварські концепти розпорядження небаченими багатствами колишньої спільної нашої країни. В 1928 році тодішня «народна» влада  організувала розпродаж унікальних творів мистецтва з Ермітажу та Російського музею. Для реалізації «здобутків революції» було створено спеціальне агентство «Антикваріат». При його сприянні  робота Тіціана  «Венера перед дзеркалом», а також унікальні художні полотна Дієго Веласкеса ,  Рафаеля Санті,  Антоніс ван Дейка, Сандро Боттічеллі  та інших всесвітньо відомих  художників тепер уже у  Національній галереї мистецтв у Вашингтоні або в  музеях Європи.
Назви картин самі по собі говорять про рівень посягань новоявлених  «нумізматів» і «антикварів» від  влади. Подібні технології не залишились в  минулому. В 1990 році злочинці винесли з музею Бостона дві картини Рембрандта («Чоловік і жінка в чорному» та «Шторм у Галілеї»). У грудні 2000 року любителі антикваріату проникли до Національного музею у Стокгольмі звідки вивезли картини  Рембрандта "Автопортрет" та роботи П'єр-Огюст Ренуара "Юна парижанка" і " Розмова із садівником".
У світі активно діють транснаціональні організовані  злочинні угрупування, які спеціалізуються на «мистецькому» бізнесі, що створює додаткову загрозу для культурної спадщини.
В 2023 році окремі експонати скіфського мистецтва   отримали «пільговий»  статус  «тимчасово переміщених» з України та опинились в затишних місцях  Європи. У затриманих в Мадриді контрабандистів, які вивезли з України «Скіфське золото», вилучили  предмети культурної спадщини VIII-IV століть до нашої ери, на суму понад €60 млн.
Для протидії посяганням на культурні цінності необхідно посилити кримінальну відповідальності за відповідні злочини. В Кримінальному кодексі України  доцільно викласти нові норми: «Крадіжка об’єктів що мають культурні чи історичну цінність, привласнення або заволодіння такими шляхом зловживання службовим становищем, грабежу та розбою»; «Умисне нищення, руйнування чи псування пам'яток історії та культури», "Пошкодження або знищення предметів і документів, що мають історичну, наукову або культурну цінність»; «Контрабанда предметів, мають що мають історичну, наукову або культурну цінність», «Неповернення на територію держави предметів художнього, історичного та археологічного надбання України».
Законодавство передбачає певні гарантії розвитку культури. Зокрема, за чинним законодавством не підлягають приватизації: об'єкти культури та мистецтва, у тому числі виняткової історичної, художньої, наукової чи іншої культурної цінності, що занесені чи підлягають занесенню до Державного реєстру національного культурного надбання, а також об'єкти архітектури, меморіальні комплекси, заповідники, парки тощо загальнодержавного значення, пам'ятки археології; архіви (архівні установи), заклади освіти сфери культури та інші об'єкти, включені до переліку пам'яток, що не підлягають приватизації. Забороняється виселення закладів культури (театрів, філармоній, бібліотек, музеїв, архівів, художніх галерей (виставок), кінотеатрів, мистецьких шкіл, центрів дозвілля дітей та юнацтва, клубних закладів тощо) з приміщень без надання їм іншого рівноцінного приміщення (ст. 20 Закону України «Про культуру»).

## Нормативні акти
- Конституція України
- Цивільний кодекс України
- Конвенція про охорону всесвітньої культурної і природної спадщини
- Закон України «Про освіту» (2017)
- Закон України «Про вищу освіту» (2014)
- Закон України «Про авторське право і суміжні права» (2022)
- Закон України «Про видавничу справу»
- Закон України «Про наукову і науково-технічну діяльність» (2015)
- Закон України «Про охорону культурної спадщини»
- Закон України «Про фізичну культуру і спорт»
- Закон України «Про забезпечення функціонування української мови як державної»
- Закон України «Про  культуру». https://zakon.rada.gov.ua/laws/show/2778-17#Text
- Порядок присудження та позбавлення наукового  ступеня доктора наук. Затверджено Постановою Кабінету Міністрів України від 17 листопада 2021  р. №1197. Урядовий кур'єр. 2021.  №225. URL: https://zakon.rada.gov.ua/laws/show/1197-2021-п#Text